# Еллері (Нью-Йорк)
Еллері (англ. Ellery) — місто (англ. town) в США, в окрузі Чотоква штату Нью-Йорк. Населення — 4122 особи (2020).

## Демографія
Згідно з переписом 2010 року, у місті мешкало 4528 осіб у 1891 домогосподарстві у складі 1288 родин. Було 2961 помешкання
Расовий склад населення:
| - 97,9 % — білих - 0,5 % — чорних або афроамериканців - 0,5 % — азіатів - 0,1 % — корінних американців |

До двох чи більше рас належало 0,9 %. Частка іспаномовних становила 0,6 % від усіх жителів.
За віковим діапазоном населення розподілялося таким чином: 19,9 % — особи молодші 18 років, 56,3 % — особи у віці 18—64 років, 23,8 % — особи у віці 65 років та старші. Медіана віку мешканця становила 49,4 року. На 100 осіб жіночої статі у місті припадало 95,9 чоловіків;  на 100 жінок у віці від 18 років та старших — 93,1 чоловіків також старших 18 років.
Середній дохід на одне домашнє господарство  становив 76 307 доларів США (медіана — 50 298), а середній дохід на одну сім'ю — 90 781 долар (медіана — 68 211). Медіана доходів становила 56 847 доларів для чоловіків та 37 222 долари для жінок. За межею бідності перебувало 9,6 % осіб, у тому числі 6,6 % дітей у віці до 18 років та 5,9 % осіб у віці 65 років та старших.
Цивільне працевлаштоване населення становило 2064 особи. Основні галузі зайнятості: освіта, охорона здоров'я та соціальна допомога — 22,3 %, мистецтво, розваги та відпочинок — 16,8 %, роздрібна торгівля — 11,3 %, виробництво — 10,4 %.